# Tào Ẩn công
Tào Ẩn công (chữ Hán: 曹隱公; trị vì: 509 TCN-506 TCN), tên thật là Cơ Thông (姬通), là vị vua thứ 24 của nước Tào – chư hầu nhà Chu trong lịch sử Trung Quốc.
Cơ Thông là con thứ của Tào Vũ công – vua thứ 20 nước Tào và em của Tào Bình công – vua thứ 21 nước Tào. Năm 510 TCN, ông giết cháu là Tào Thanh công lên làm vua, tức là Tào Ẩn công.
Năm 506 TCN, em của Tào Thanh công là Cơ Lộ giết Tào Ẩn công lên làm vua, tức là Tào Tĩnh công. Tào Ẩn công ở ngôi được 4 năm.